# Arawa dugdalei
Arawa dugdalei är en insektsart som beskrevs av Knight 1975. Arawa dugdalei ingår i släktet Arawa och familjen dvärgstritar. Inga underarter finns listade i Catalogue of Life.